# Андрес Сільвера
Нестор Андрес Сільвера (ісп. Néstor Andrés Silvera, нар. 14 березня 1977, Комодоро-Рівадавія) — аргентинський футболіст, що грав на позиції нападника, зокрема за клуби «Індепендьєнте» та мексиканський «УАНЛ Тигрес».

## Ігрова кар'єра
Народився 14 березня 1977 року в місті Комодоро-Рівадавія. Вихованець футбольної школи КАІ з рідного міста. Дорослу футбольну кар'єру розпочав 1994 року в основній команді того ж клубу, в якій провів три сезони, взявши участь у 39 матчах чемпіонату. 
Згодом з 1998 по 2001 рік грав у складі команд «Уракан» та «Уніон».
Своєю грою за останню команду привернув увагу представників тренерського штабу клубу «Індепендьєнте», до складу якого приєднався 2001 року. Відіграв за команду з Авельянеди наступні два сезони своєї ігрової кар'єри. Більшість часу, проведеного у складі «Індепендьєнте», був основним гравцем атакувальної ланки команди. У складі «Індепендьєнте» був одним з головних бомбардирів команди, маючи середню результативність на рівні 0,38 гола за гру першості. В іграх Апертури чемпіонату Аргентини 2002 року з 16-ма забитими голами став найкращим бомбардиром турніру.
2003 року уклав контракт з клубом «УАНЛ Тигрес», у складі якого провів наступні три роки своєї кар'єри гравця. Граючи у складі «УАНЛ Тигрес» також здебільшого виходив на поле в основному складі команди. В новому клубі був серед найкращих голеодорів, відзначившись 45 голами у 78 матчах чемпіонату. У Клаусурі мексиканської першості 2004 року розділив зі співвітчизником Бруно Маріоні титул найкращого бомбардира змагання.
З 2006 року три сезони захищав кольори клубу «Сан-Лоренсо», в якому також регулярно відзначався забитими голами.
2009 року на два сезони повертався до «Індепендьєнте», згодом виступав за «Бельграно».
Завершив ігрову кар'єру у команді «Банфілд», за яку грав протягом 2012—2013 років.